# Molass

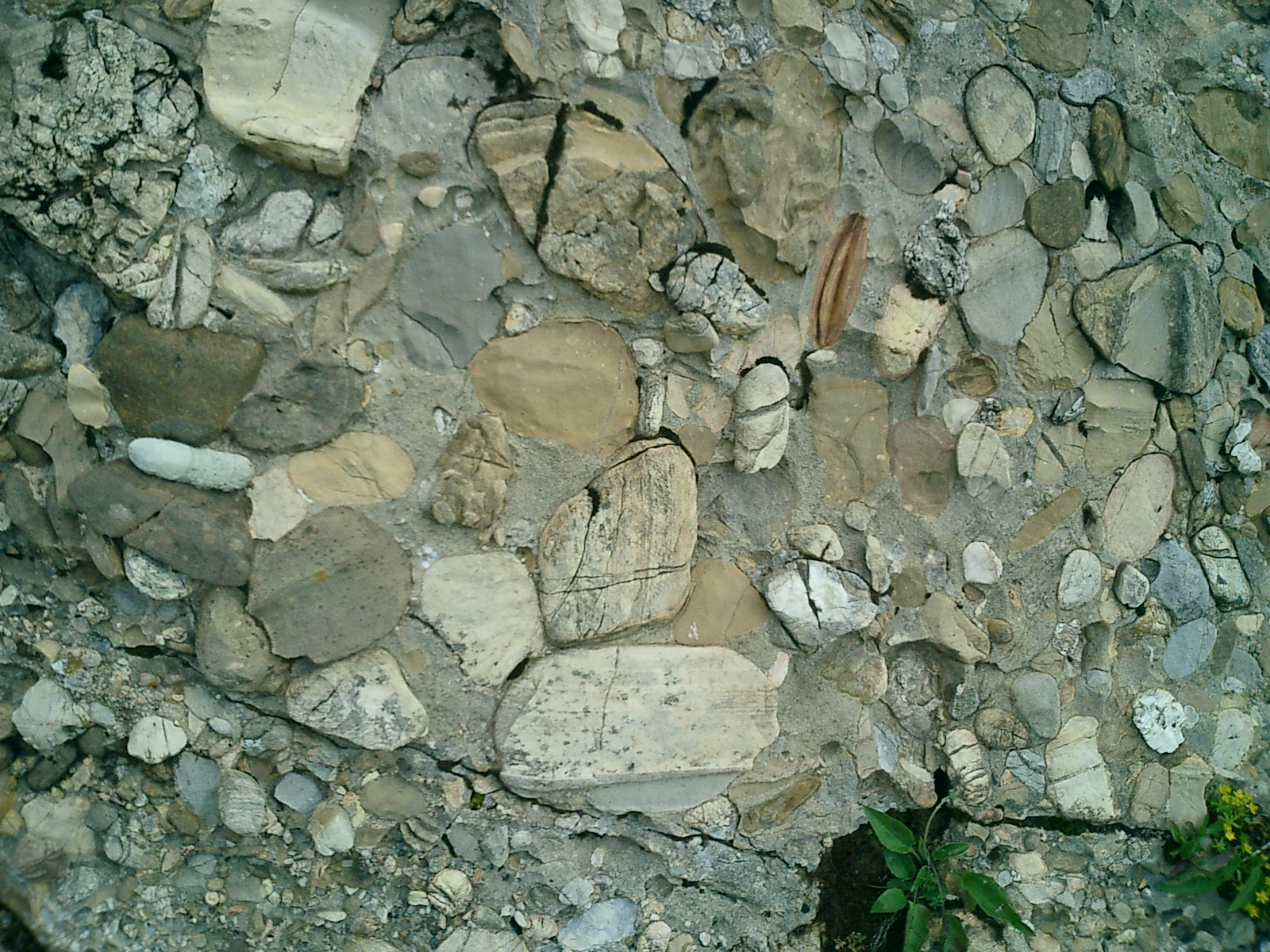
Nagelfluh-molass, Speer, Appenzelleralperna

Molass är sedimentära bergarter, uppbyggda ur nedbrytningsprodukterna från en nyss färdigbildad bergskedja. Termen "molass" syftar på sandsten, skiffer och konglomerat som bildas som terrestra eller grunda marina avlagringar framför stigande bergskedjor. Molassavlagringarna ackumuleras i en förlandsbassäng, särskilt ovanpå flyschliknande avlagringar, till exempel de som lämnats från de stigande Alperna, eller erosion i Himalaya. Dessa avlagringar är typiskt de icke-marina alluviala och fluviala sedimenten i låglandet, jämfört med djuphavssediment av flysch. Sedimentationen upphör när orogenin upphör, eller när bergen har eroderats platt.
Molassen kan ibland helt fylla ett förlandbassäng, vilket skapar en nästan platt avsättningsyta, som ändå förblir en strukturell synklinal. Molass kan vara mycket tjock nära bergsfronten, men tunnar vanligtvis ut mot det inre av en kraton. Sådana massiva, konvexa ansamlingar av sediment är kända som klastiska kilar.
Molass förekommer bland annat i alpernas omgivningar.

## Användning

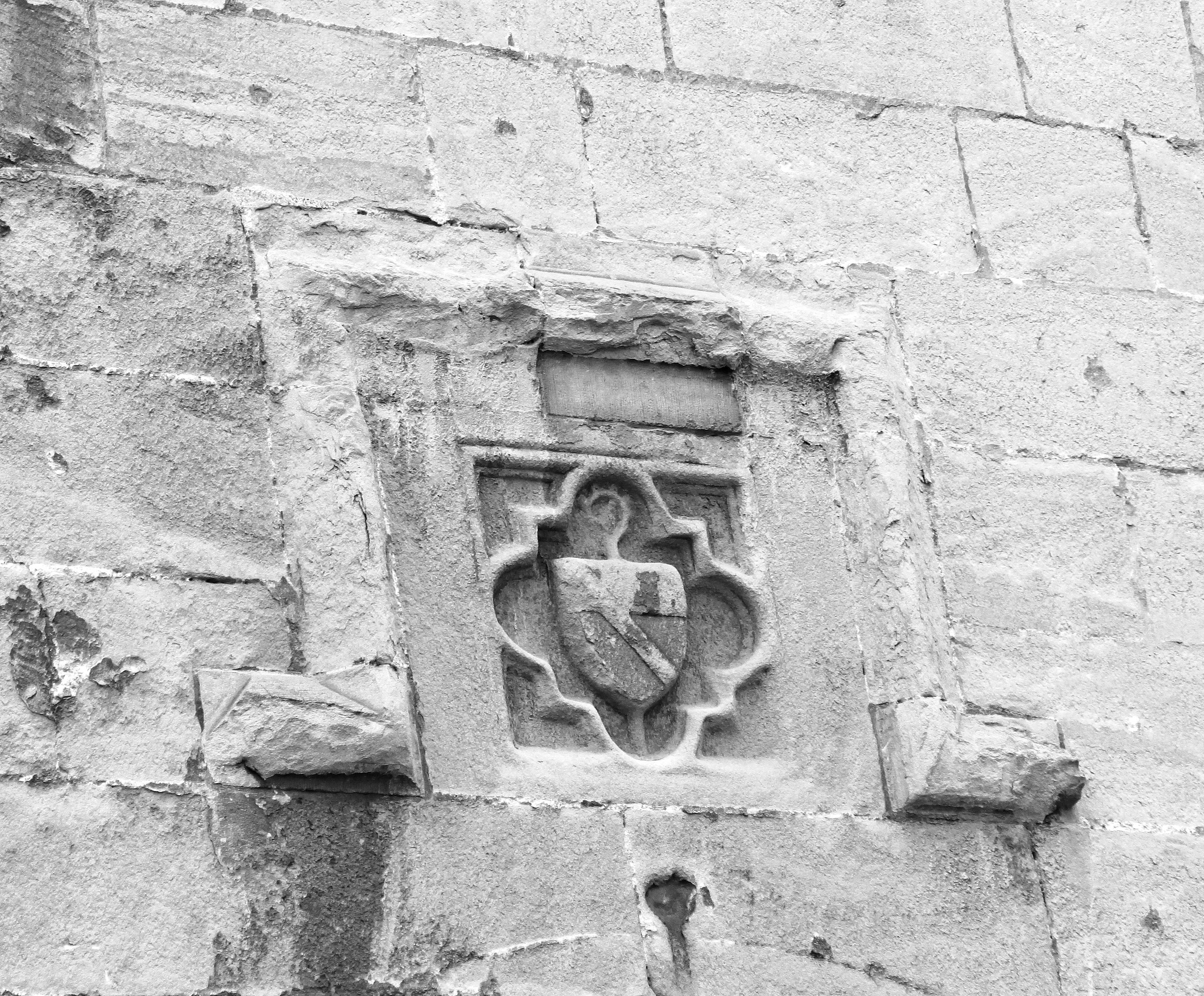
Molassfasad i Chateau Sainte-Marie i Lausanne

Molass har använts som byggmaterial, exempelvis i Lausanne där alla viktiga byggnader i regionen – som katedralen, slottet och det tidigare universitetet – byggdes med denna sten.